# Saint-Georges-Armont
Saint-Georges-Armont è un comune francese di 118 abitanti situato nel dipartimento del Doubs nella regione della Borgogna-Franca Contea.

## Società

### Evoluzione demografica
Abitanti censiti